# Pearls Potsdam Research Network
Das pearls – Potsdam Research Network ist eine 2011 gegründete Stiftung des bürgerlichen Rechts mit Sitz in Potsdam. Es vernetzt die Universität Potsdam und 21 außeruniversitäre Forschungseinrichtungen am Wissenschaftsstandort Potsdam/Berlin.

## Ziel des Netzwerkes
Das Potsdam Research Network wurde 2011 auf Initiative der Universität Potsdam als Stiftung bürgerlichen Rechts gegründet mit dem Ziel, Wissenschaft, Forschung, Lehre und Bildung am Standort Potsdam zu fördern. Die Stiftung vereint die Universität Potsdam und Forschungseinrichtungen der Leibniz-Gemeinschaft, der Helmholtz-Gemeinschaft, der Fraunhofer-Gesellschaft, der Max-Planck-Gesellschaft sowie das Hasso-Plattner-Institut und das Institute for Advanced Sustainability Studies in einem interdisziplinären Netzwerk.
Das Potsdam Research Network wirkt als zentrale Koordinationsstelle und Vernetzungsplattform der Netzwerkpartner in den Bereichen gemeinsame Forschungskooperation, Karriereentwicklung und  Forschungsmarketing für den Wissenschaftsstandort Potsdam. Das Wissenschaftliche Kollegium, in dem Repräsentanten aller Netzwerkinstitutionen vertreten sind, steht Vorstand und Aufsichtsrat als Berater zur Seite.

## Netzwerkmitglieder
Neben der Universität Potsdam sind folgende außeruniversitäre Forschungseinrichtungen Teil des Netzwerks:

### Leibniz-Gemeinschaft
- Deutsches Institut für Ernährungsforschung Potsdam-Rehbrücke (DIfE)
- Deutsches Institut für Wirtschaftsforschung (DIW)
- Leibniz-Institut für Astrophysik Potsdam (AIP)
- Leibniz-Institut für Agrartechnik und Bioökonomie e. V. (ATB)
- Leibniz-Zentrum für Agrarlandschaftsforschung e. V. (ZALF)
- Leibniz-Institut für Gemüse- und Zierpflanzenbau e. V. (IGZ)
- Leibniz-Institut für innovative Mikroelektronik (IHP)
- Leibniz-Institut für Raumbezogene Sozialforschung e. V. (IRS)
- Potsdam-Institut für Klimafolgenforschung (PIK)
- Leibniz-Zentrum für Zeithistorische Forschung (ZZF)

### Helmholtz-Gemeinschaft
- Alfred-Wegener-Institut für Polar- und Meeresforschung, Forschungsstelle Potsdam (AWI)
- Deutsches Elektronen-Synchrotron (DESY)
- Helmholtz-Zentrum Potsdam – Deutsches GeoForschungsZentrum (GFZ)
- Forschungsinstitut für Nachhaltigkeit (RIFS)
- Helmholtz-Zentrum Berlin für Materialien und Energie (HZB)
- Helmholtz-Zentrum Geesthacht (HZG)/Institut für Biomaterialentwicklung, Standort Teltow

### Fraunhofer-Gesellschaft
- Fraunhofer-Institut für Angewandte Polymerforschung Golm (IAP)
- Fraunhofer-Institut für Zelltherapie und Immunologie (IZI)

### Max-Planck-Gesellschaft
- Max-Planck-Institut für Kolloid- und Grenzflächenforschung (MPI-KG)
- Max-Planck-Institut für molekulare Pflanzenphysiologie (MPI-MP)

### Weitere Institute
- Hasso-Plattner-Institut (HPI)